# اسم شوهر من تهران است
اسم شوهر من تهران است یک مجموعه داستان به سبک رئالیسم اجتماعی است، که توسط نویسنده ایرانی به نام زهره شعبانی به رشته تحریر درآمده است. این کتاب برای اولین بار توسط نشر مرکز در سال ۱۳۹۵ منتشر شد.
کتاب اسم شوهر من تهران است؛ در سال ۱۳۹۶ نامزد بخش مجموعه داستان جایزه جلال شد. همچنین به عنوان اثر شایسته تقدیر سی و پنجمین دوره کتاب سال در بخش نثر معاصر معرفی شد.